# Lesley Vanderwalt
Lesley Vanderwalt é uma maquiadora neozelandesa. Venceu o Oscar de melhor maquiagem e penteados na edição de 2016 por Mad Max: Fury Road, ao lado de Damian Martin e Elka Wardega.